# BN-800
BN-800 (från ryskans быстрых snabba нейтронах neutroner) är en natriumkyld bridreaktor drivet med MOX-bränsle, byggd i Belojarks reaktorpark nära staden Zaretjnyj i Sverdlovsk oblast.  
Kärnkraftverkets avser leverera 2100 MW värmekraft och därur 880 MW elkraft. 
BN-800-projektet startade 1983 och är en vidareutveckling av reaktortypen BN-600. Projektet reviderades 1987 efter Tjernobylolyckan, och därefter 1993 enligt nya säkerhetsregler. Slutlig licens för byggande erhölls 1997. Kylmedlet, flytande natrium, började tankas i december 2013. Minsta kritiska massa för lägsta möjlig effektuttag initierades i juni 2014. Reaktorn kopplades in på Sverdlovsk elnät 10 december 2015.
Genom att använda MOX-bränsle med både uran och plutonium avser kärnkraftverket kunna bränna vapenplutonium från utrangerade kärnvapen, och planer finns för att även kunna bränna oönskade aktinider från kärnavfall ur mer konventionella kärnkraftsreaktorer.